# Clairo
Клэр Элизабет Коттрилл (англ. Claire Elizabeth Cottrill родилась 18 августа 1998 года), более известная как Clairo — американская певица и автор песен. Она родилась в Атланте, штат Джорджия, и выросла в Карлайле, штат Массачусетс, начав размещать музыку в Интернете в возрасте 13 лет.
Clairo стала известной после вирусного успеха клипа на сингл «Pretty Girl» в 2017 году. Впоследствии она подписала контракт с лейблом Fader Label, где выпустила свой дебютный EP Diary 001 (2018). Её дебютный студийный альбом Immunity (2019) получил признание критиков и породил синглы «Bags» и «Sofia», последний из которых стал её первым синглом, вошедшим в чарт Billboard Hot 100. Второй студийный альбом Коттрилл, Sling, был выпущен в 2021 году и имел коммерческий успех, дебютировав в топ-20 американского Billboard 200. Ее третий студийный альбом, Charm, был выпущен самостоятельно 12 июля 2024 года и получил номинацию на премию «Грэмми» в категории «Лучший альбом альтернативной музыки».

## Ранняя жизнь
Клэр Коттрилл родилась в Атланте, штат Джорджия, но выросла в Карлайле, штат Массачусетс. Она дочь руководителя отдела маркетинга Джеффа Коттрилла.

## Карьера

### 2011—2017: Начало карьеры
Коттрилл начала записывать каверы в возрасте 13 лет; она часто исполняла каверы в местных магазинах, включая Blue Dry Goods. В это время MTV связалось с ней, чтобы записать песню для фоновой музыки для одного из своих шоу, но песня так и не была использована . Под псевдонимами Clairo и DJ Baby Benz она начала выкладывать музыку на Bandcamp, когда училась в средней школе Concord-Carlisle High School, и продолжила выкладывать каверы и песни в дополнение к DJ-миксам рэп-музыки на SoundCloud. Она также вела канал на YouTube, где выкладывала каверы и короткометражные фильмы.
Впервые Clairo привлекла к себе внимание в конце 2017 года, когда видео на её песню «Pretty Girl» стало вирусным на YouTube. Песня была записана для инди-рок сборника в поддержку Transgender Law Center. По её словам, она записала трек, «используя окружающие меня ресурсы, которые были довольно дерьмовыми. Я использовала маленькую клавиатуру, которая у меня была, и мне очень нравилась поп-музыка 80-х — моя мама помешана на ней — так что это вдохновило меня сделать что-то подобное». Она объяснила интерес к видео системой алгоритмов YouTube. Видео также стало популярным в группах Facebook, ориентированных на vaporwave . К 2018 году «Pretty Girl» набрала более 15 миллионов просмотров на YouTube . В статье, написанной Джо Коскарелли из The New York Times, говорится, что эта работа: «соединяет оба мира, опираясь на жеманный, сдержанный спальный поп „Pretty Girl“ и „Flamin Hot Cheetos“ и переходя к более прочным номерам, таким как „4EVER“ и „B.O.M.D.“». Другое видео, загруженное на YouTube месяцем ранее, «Flamin Hot Cheetos», набрало 3 миллиона просмотров к июлю 2018 года. Успех «Pretty Girl» вызвал интерес со стороны крупных лейблов, таких как Capitol, RCA и Columbia. Соучредитель журнала The Fader Джон Коэн, подписал  с лейблом Fader Label контракт на запись 12 песен и познакомил Clairo с менеджером Chance the Rapper, Пэтом Коркораном. В конце 2017 года она стала сотрудничать с агентством талантов Haight Brand.

### 2018—2023:ImmunityиSling
25 мая 2018 года лейбл Fader выпустил дебютную запись Clairo Diary 001. В своей рецензии для Pitchfork представитель Fader Саша Геффен написала, что EP должен утихомирить «легионы скептиков, которые отвергали её как одноразовую случайность или растение индустрии». В том же месяце она объявила о хедлайнерском туре по Северной Америке, выступив на разогреве у Дуа Липы. Её июльское выступление в Bowery Ballroom в Нью-Йорке было распродано. В октябре 2018 года она выступила на Lollapalooza. В 2019 году выступила на Coachella

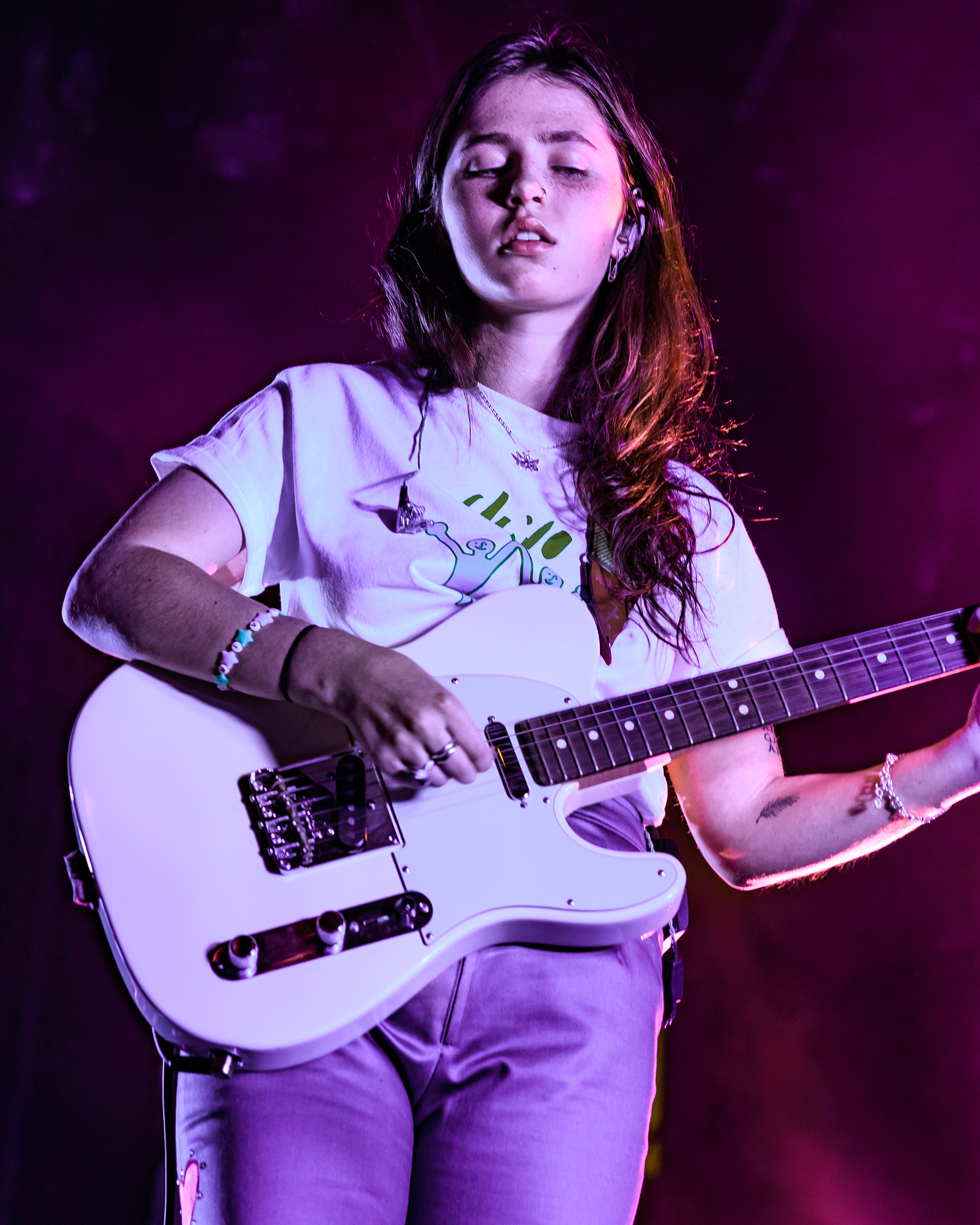
Clairo в El Rey Theatre в апреле 2019 года

24 мая 2019 года Clairo выпустила новый сингл «„Bags“» и анонсировала свой дебютный альбом Immunity, который вышел 2 августа 2019 года. В дальнейшем она выпустила ещё два сингла с альбома «Closer to You» и «Sofia». После коммерческого успеха альбома Apple Music в августе 2019 года назвала Clairo исполнительницей Up Next. В сентябре 2019 года Clairo дебютировала на телевидении, исполнив песню «I Wouldn’t Ask You» на шоу «Джимми Киммел в прямом эфире», а через несколько дней исполнила песню «Bags» на шоу Эллен Дедженерес. В декабре 2019 года Clairo второй год подряд выиграла звание поп-артиста года на церемонии вручения премии Boston Music Awards 2019, а также альбом года за Immunity. Песня «Bags» была включена в более чем 15 списков лучших песен года, включая списки лучших песен десятилетия от Pitchfork и Paste. Immunity был включён в более чем 10 списков критиков по итогам года, включая The Guardian, Pitchfork, Billboard и Los Angeles Times. По состоянию на 2019 год менеджерами Clairo были Майк Ахерн и Джимми Буи .
В апреле 2020 года Clairo сообщила, что начала работу над своим вторым альбомом, опубликовав в Твиттере скриншот плей-листа под названием ‘Album 2 (demos so far)’. В октябре того же года Clairo создала новую группу под названием Shelly вместе с инди-поп исполнительницей Claud и двумя их друзьями из Сиракузского университета, Джошем Мехлингом и Ноа Фрэнсис Гетцуг. 30 октября 2020 года группа выпустила две песни, «Steeeam» и «Natural». 11 июня 2021 года Clairo выпустила «Blouse», первый сингл со своего второго альбома, Sling, который был анонсирован в тот же день. Альбом был выпущен 16 июля 2021 года. 
В феврале 2022 года Clairo отправилась в его тур-поддержку по США.  Она отменила последние три даты своего североамериканского тура, после того как технический инцидент на концерте в Торонто привел к временному повреждению слуха. После двух песен ее шоу на открытии британского тура в Бристоле пришлось отменить из-за синусита, который повлиял на ее голос, что привело к панической атаке на сцене и последующему уходу. Шоу в Глазго было отменено, но шоу на следующий день после него в Манчестере состоялось, и ее заключительное британское шоу в этом туре прошло в Лондоне.
В 2023 году певица выступила в качестве открывающей группы для Boygenius во время инаугурационной серии концертов Re:SET. В мае, после участия в ремиксах Phoenix и Beabadoobee, она выпустила EP Live at Electric Lady, содержащий новые версии песен с её первых двух альбомов. Она также выпустила два благотворительных сингла на Bandcamp: «For Now», все доходы от которого были направлены в организации Everytown for Gun Safety и For The Gworls, и «Lavender», чтобы собрать средства для «Врачей без границ» во время войны между Израилем и Хамасом.

### 2024 — настоящее:Charm

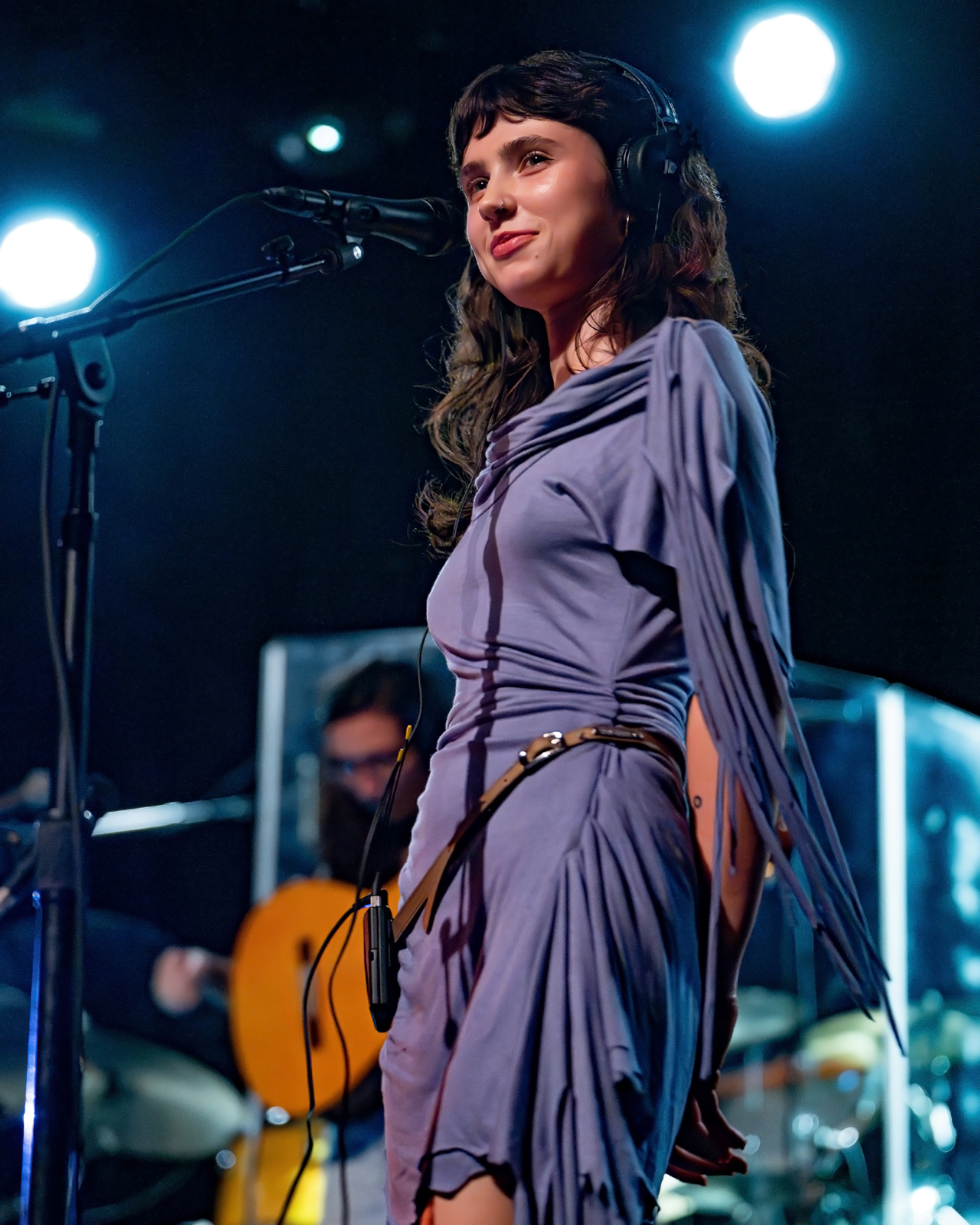
Clairo во время выступления в Fonda Theatre в Лос-Анджелесе, в поддержку Charm, 2024 год

В январе 2024 года Clairo сообщила о выходе нового альбома, написав в Instagram: «Может быть, в этом году». В марте она поделилась в Instagram сообщением, подписанным эмодзи с изображением цифры три, галочки и фиолетового сердца.  Пост был интерпретирован музыкальным изданием The Forty-Five как означающий, что ее третий студийный альбом завершен. 23 мая Clairo объявила, что альбом под названием Charm, спродюсированный Леоном Михелсом, запланирован к выпуску на 12 июля, и выпустила лид-сингл «Sexy to Someone».
29 мая Clairo запланировала два концерта в поддержку альбома в Нью-Йорке и Лос-Анджелесе на сентябрь. 28 июня она выпустила «Nomad», второй и последний сингл альбома. 12 июля 2024 года, в целях продвижения альбома, Clairo исполнила «Juna», седьмой трек альбома, в прямом эфире The Tonight Show Starring Jimmy Fallon. В тот же день она также объявила даты своего предстоящего тура по Северной Америке, который пройдет с сентября по ноябрь 2024 года. Тур будет проходить при поддержке певицы-песенницы Элис Фиби Лу в качестве исполнительницы на разогреве.
4 августа был выпущен клип на песню «Juna». Это первый клип Clairo за последние шесть лет, в нем присутствует рестлинг-тематика  На следующий день она выпустила кавер-версию песни Ланы Дель Рей «Brooklyn Baby» эксклюзивно на Spotify в рамках серии Spotify Singles.
9 октября Clairo выпустила кавер на песню певицы Марго Гурьян «Love Songs». Песня вошла в трибьют-компиляцию Гурьян Like Someone I Know, которая выйдет 8 ноября 2024 года. Одновременно с этим альбом Charm был номинирован в категории «Лучший альбом альтернативной музыки» на 67-й ежегодной премии «Грэмми». Это стало первой номинацией Clairo на «Грэмми». 3 декабря она представила клип на песню «Sexy to Somebody».

## Артистизм
Clairo вспоминала, что Wincing the Night Away группы The Shins был «первым альбомом, от которого я действительно была в полном восторге», считая его своим вдохновением для занятия музыкой . Исходя из того, что многие окружающие говорили ей, что музыкальная карьера маловероятна, она не считала её вероятной перспективой и в музыкальном плане «делала все, что хотела». Она заявила, что ее музыкальное влияние - это смесь музыкальных вкусов ее матери и отца, назвав таких музыкантов, как Эл Грин, Брентон Вуд, Билли Пол, Cocteau Twins, Trashcan Sinatras, The The и Public Image Ltd.

## Политические взгляды
В июле 2020 года Clairo подписал открытое письмо к тогдашнему министру по делам равноправия Великобритании Лиз Трасс, призывая к запрету всех форм конверсионной терапии ЛГБТ+.
В мае 2022 года просочившийся проект заключения показал, что Верховный суд США планирует отменить права на аборты, установленные в деле Roe v. Wade. Коттрилл, наряду с другими музыкальными исполнителями, такими как Лорд, Оливия Родриго и Фиби Бриджерс, подписала полностраничное объявление в The New York Times, осуждающее планируемое решение Верховного суда. Во время выступления в Гластонбери в июне 2022 года Коттрилл надела футболку с надписью «Запреты с наших тел» в знак протеста против окончательного решения Верховного суда США по делу Dobbs v. Jackson Women's Health Organization, которое отменило доступ к абортам, предоставленный в Roe v. Wade.
В октябре 2023 года Clairo подписала открытое письмо Artists4Ceasefire, в котором призвал президента Джо Байдена к прекращению огня в войне между Израилем и Хамасом.
В январе и июле 2024 года Clairo выступила на благотворительном концерте Artists for Aid Benefit Concert в Лондоне, Англия, собрав средства для Газы и Судана.

## Личная жизнь
В 2017 году Коттрилл начала посещать Сиракузский университет.
В 17 лет у Коттрилл был диагностирован ювенильный ревматоидный артрит. 
После успеха «Pretty Girl» ряд пользователей социальных сетей (в частности, на дискуссионном сайте Reddit) начали утверждать, что Клэйро была «растением индустрии», добившимся успеха благодаря непотизму её отца. Она отвергла эти утверждения, назвав их сексистскими. Журналисты The Guardian и The Ringer также заявили, что связи её отца способствовали подписанию контракта на запись. В 2021 году она открыто высказалась по поводу обвинений, заявив Rolling Stone: «Я определённо не слепа к тому, что мне было легче, чем другим людям. Было бы глупо с моей стороны не признать привилегии, которые я имела с самого начала, чтобы иметь возможность подписать контракт там, где есть доверие, чтобы иметь возможность подписать контракт на запись, который не вращается вокруг поддержания себя на плаву в финансовом плане».
В мае 2018 года Коттрилл призналась своим поклонникам в бисексуальности через Твиттер В интервью она объяснила, что в колледже ей помогли признаться друзья, которые были открытыми геями, и её вдохновила «их уверенность и готовность к разоблачению».

## Награды и номинации
| Год  | Организация         | Награда                        | Номинированная работа | Результат | Источники     |
| ---- | ------------------- | ------------------------------ | --------------------- | --------- | ------------- |
| 2018 | Boston Music Awards | Исполнитель года               | Она сама              | Номинация | [ 76 ] [ 77 ] |
| 2018 | Boston Music Awards | Поп-исполнитель года           | Она сама              | Победа    | [ 76 ] [ 77 ] |
| 2018 | Boston Music Awards | Альтбом/EP года                | Diary 001             | Номинация | [ 76 ] [ 77 ] |
| 2019 | Boston Music Awards | Исполнитель года               | Она сама              | Номинация | [ 78 ] [ 79 ] |
| 2019 | Boston Music Awards | Поп-исполнитель года           | Она сама              | Победа    | [ 78 ] [ 79 ] |
| 2019 | Boston Music Awards | Альбом года                    | Immunity              | Победа    | [ 78 ] [ 79 ] |
| 2019 | Boston Music Awards | Песня года                     | «Bags»                | Номинация | [ 78 ] [ 79 ] |
| 2019 | BBC!                | Самая горячая запись года      | «Bags»                | Пятая     | [ 80 ]        |
| 2020 | NME Awards          | Лучшая песня в мире            | «Bags»                | Номинация | [ 81 ]        |
| 2020 | NME Awards          | Лучши новый исполнитель в мире | Она сама              | Победа    | [ 81 ]        |

## Дискография
Полную дискографию см. в английском разделе.
- Immunity (2019)
- Sling (2021)
- Charm (2024)[82]

## Живые выступления

### Хедлайнер
- Lazy Days Tour (2018)[83]
- Immunity Tour (2019)[84]
- Sling Tour (2022–2023)[85]
- Charm Tour[англ.] (2024)[86]